# Tocoyena foetida
Tocoyena foetida är en måreväxtart som beskrevs av Eduard Friedrich Poeppig. Tocoyena foetida ingår i släktet Tocoyena och familjen måreväxter. Inga underarter finns listade i Catalogue of Life.